# Plan trójkonchowy

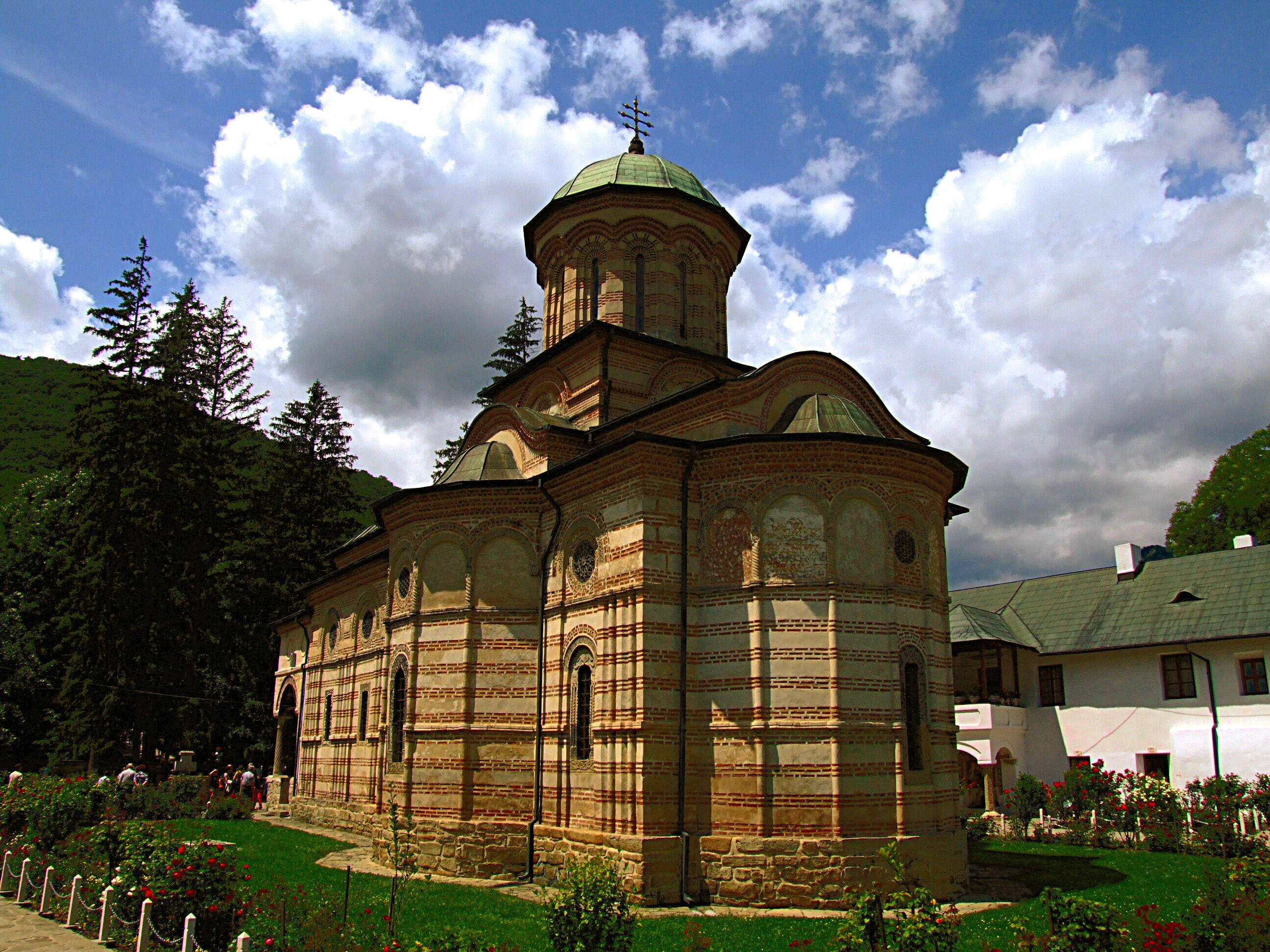
trójkonchowa bryła cerkwi monastyru Cozia na Wołoszczyźnie

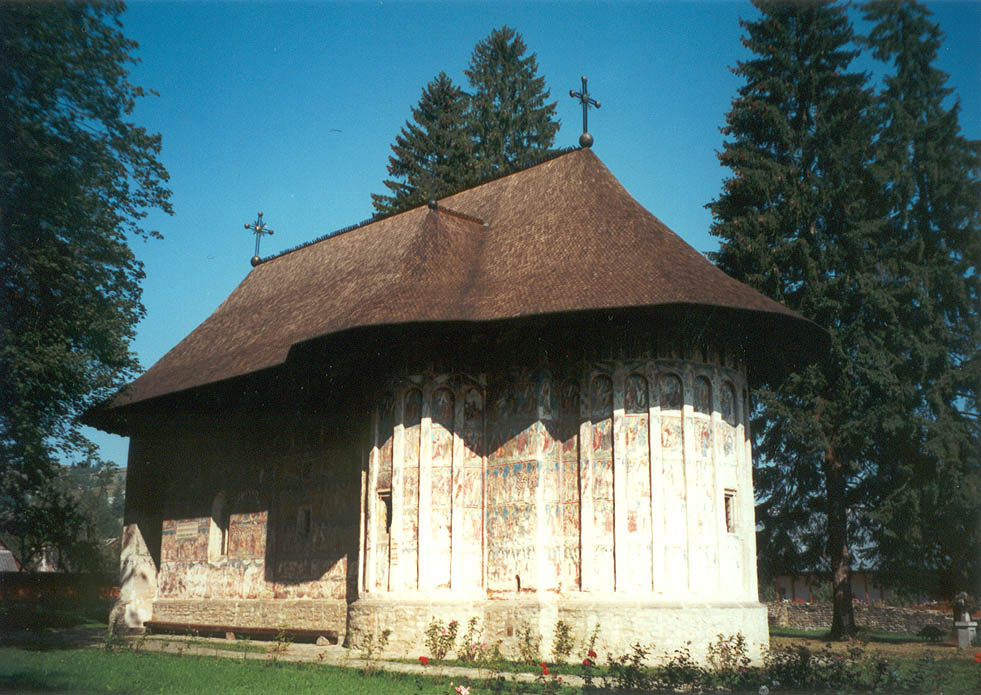
trójkonchowa bryła cerkwi monastyru Humor w Mołdawii

Plan trójkonchowy (także "treflowy", "koniczyny") – typ założenia architektonicznego cerkwi w krajach bałkańskich powstały pod wpływem architektury bizantyńskiej, dominujący w architekturze mołdawskiej do XVII w. 
Cerkwie zbudowane na tym planie składały się z prostokąta, w części wschodniej uzupełnionego o trzy apsydy (od wschodu, północy i południa). Prostokąt dzielony był na kilka (od dwóch do czterech) niezależnych pomieszczeń – w części wschodniej świątyni znajdowała się nawa. Ta miała kształt kwadratu otoczonego wspomnianymi trzema apsydami (przy czym apsyda wschodnia służyła jako miejsce odprawiania obrzędu), nakryta kopułą (a niekiedy zwieńczona wieżą), zachowywała klasyczny plan centralny.
Plan trójkonchowy wywodził się z architektury cerkwi monastyru Chilandar na greckim półwyspie Athos, która została zbudowana w końcu XIII w. na planie krzyża greckiego wpisanego w kwadrat, przy czym trzy ramiona krzyża zostały zakończone półokrągłymi apsydami, wystającymi poza kwadratowy obręb świątyni. Centralnie umieszczona kopuła wspierała się na wolno stojących kolumnach. Układ ten stał się popularny w architekturze serbskiej (serbscy władcy sprawowali szczególną opiekę nad monastyrem Chilandar, który nazywano nawet "serbskim klasztorem"), szczególnie za panowania Stefana Urosza II Milutina i Stefana Urosza IV Duszana.
Ostateczne wykształcenie się planu trójkonchowego przypada na XIV w. i związane jest z klasztornymi założeniami Serbii i Wołoszczyzny. Opisane założenie cerkwi monastyru Chilandar zostało zredukowane przez obcięcie ramion krzyża greckiego i pozostawienie głównej części świątyni (nawy) w postaci kwadratu, do którego bezpośrednio przylegały apsydy boczne (zazwyczaj północna i południowa) oraz główna (zazwyczaj wschodnia, nieco oddalona od centrum poprzez szczątkowe ramię krzyża greckiego). Kopuła nawy zamiast na kolumnach wsparta została na ścianach świątyni.
W Serbii typowym przykładem zastosowania planu trójkonchowego jest monastyr Starčeva gorica (obecnie w Czarnogórze) z lat 70. XIV w. Wkrótce potem model ten pojawił się w architekturze wołoskiej (wraz z serbskimi architektami z Chilandar), gdzie najstarszym zachowanym przykładem jest cerkiew monastyru Cozia z lat 1380-1386 (plan trójkonchowy pojawiał się tu często do XVI w., głównie w cerkwiach klasztornych). Za pośrednictwem Wołoszczyzny plan ten dotarł jeszcze w końcu XIV w. do Mołdawii (pierwszy raz zastosowano go w cerkwi Trójcy Świętej w Serecie), gdzie do XVII w. stanowił podstawowy wzorzec budowy cerkwi (por. malowane cerkwie północnej Mołdawii). 

## Literatura
- R. Brykowski, T. Chrzanowski, M. Kornecki, Sztuka Rumunii, Ossolineum 1979, s. 24-28.